# Carl Ferche
Carl Ferche (ur. 1853 w Nysie, zm. 1940 w Nowej Rudzie) – niemiecki adwokat, działacz samorządowy i turystyczny.
Studiował prawo we Wrocławiu i Lipsku. Od 1882 związał się z Nową Rudą, gdzie pracował jako adwokat. Był członkiem zarządu miasta, w którym działał do 1919. Jako członek noworudzkiej sekcji Kłodzkiego Towarzystwa Górskiego (GGV) przyczynił się do zagospodarowania Góry św. Anny. W 1903 r. wybudowano poniżej szczytu schronisko, a na szczycie w 1911 r. wzniesiono kamienną wieżę widokową.
Carl Ferche dyrygował chórem mieszanym i śpiewał w chórze kościelnym, który założył w 1885 r., studiował w konserwatorium w Pradze. Za jego zasługi nadano mu tytuł „Honorowego obywatela Nowej Rudy”, a GGV w 1927 postawiło mu pomnik w formie głazu z czerwonego piaskowca z tablicą pamiątkową na zboczu Góry św. Anny, w 1997 z inicjatywy Fundacji Odnowy Ziemi Noworudzkiej kamień odnowiono i zainstalowano dwujęzyczną tablicę z tekstem:

Wędrowcze, wiedz, że kamień ten ustawiono największemu przyjacielowi naszych gór. Kochaj je jak on; uwierz one Ci się odwidzięczą!
Wanderer, wisse, dass dieser Stein gesetzt dem treuesten Freund unserer Berge. Habe sie lieb wie er; glaub, sie vergelten es dir!